# Nikolaj Astrup
Nikolaj Astrup (30. avgust 1880 – 21. januar 1928) je bio norveški slikar.

## Biografija
Astrup je rođen u Bremangeru, a odrastao u Alhusu gde mu je otac radio kao sveštenik. Bio je praunuk norveškog parlamentarca Nils Astrupa. Iako je Nikolajev otac Kristijan želeo da njegov najstariji sin podje njegovim stopama, Nikolaj je više bio umetnička duša, zainteresovan za crtanje i slikanje. Te predmete je imao na studijama u Oslu, na popoularnoj slikarskoj školi Hariet Beker.
Kasnije je živeo u Parizu i u Nemačkoj, da bi se posle vratio u Alhus. Tamo se oženio i imao osmoro dece. Teško su živeli a on je imao i zdravstvenih problema. Umro je 1928. u 47. godini od upale pluća.
U slikarstvu je voleo jasne i jake boje. S obzirom na to da je veći deo svog života proveo u Alhusu, pejsaži iz tog kraja dominiraju njegovim delom. Kroz svoje slike je tražio "nacionalni" vizuelni jezik koji evocira tradiciju i folklor njegove domovine. Njegove slike tako predstavljaju intimnu vezu između prirode i okruženja koje karakterišu smele linije i karakterističan kolorit. Astrup se smatra neoromantičarom, iako je takođe radio i sa drvorezom. Važi za jednog od najvećih norveških umetnika ranog 20. veka i nekoliko njegovih slika je prodato na aukciji za oko 500.000 dolara.
Iako je bio jako popularan i poznat u Norveškoj, Astrup je ostao slabo poznat u ostatku sveta. Prva izložba njegovih radova van Norveške je bila u 2016. godine u Londonu. Na njoj je prikazano preko 90 ulja na platnu i grafika, uključujući i dela iz privatnih kolekcija koja nikad ranije nisu bila izložena.

## Ulja na platnu
- Tun i Jølster, (1902)
- Stabbur i Jølster, (before 1905)
- Kvennagong, (before 1905)
- Prestegården, (before 1907)
- Grå vårkveld, (1907)
- Juninatt og gammelt vestlandstun, (before 1908)
- Kollen, (1908)
- Vårnatt i hagen, (1909)
- Jonsokbål, (1912–26)
- Vårstemning, (before 1914)
- Priseld, (1915)
- Revebjelle, (ca. 1920)
- Interiør med vugge, (ca. 1920)

## Galerija
- Svanøybukta
- Kl. 2 Julinat
- St. Hansbål ved Jølstervatnet
- Fjøsfrieri
- Fugl på sten
- Klar juninatt
- Kornstaur
- Kjerringa med lykta
- Martzmorgen
- Vårnatt og seljekall
- Soleienatt
- Natt
- Prestegårdshagen
- Rabarbra
- Vårkveld ved Jølstervannet 1900
- 'Vårnatt i hagen (1909)

Grafike
- Foss og bre
- Liten kornstaur
- Plognatten
- St. Hansbål
- Maimåne
- Vinternatt
- Gammel fisker
- Akt

## Literatura
- Loge, Øystein (1986). Gartneren under regnbuen (на језику: Norwegian). Oslo. ISBN 978-82-90646-05-4.
- Wexelsen, Einar; Danbolt, Gunnar; Loge, Øystein (2005). Nikolai Astrup – Tilhørighet og identitet (на језику: Norwegian). Oslo. ISBN 978-82-7393-147-4.
- Kristiansen, Runar (1998). Edvard Munch, Nikolai Astrup, Rolf Nesch, Ludvig Eikaas (на језику: Norwegian). Jølster. ISBN 978-82-91882-01-7.

## Spoljašnje veze
- nikolai-astrup.no
- astruptunet.com Архивирано на веб-сајту  (31. март 2001)
- NRK Sogn og Fjordane on Astrup